# Fúria Auto Esporte

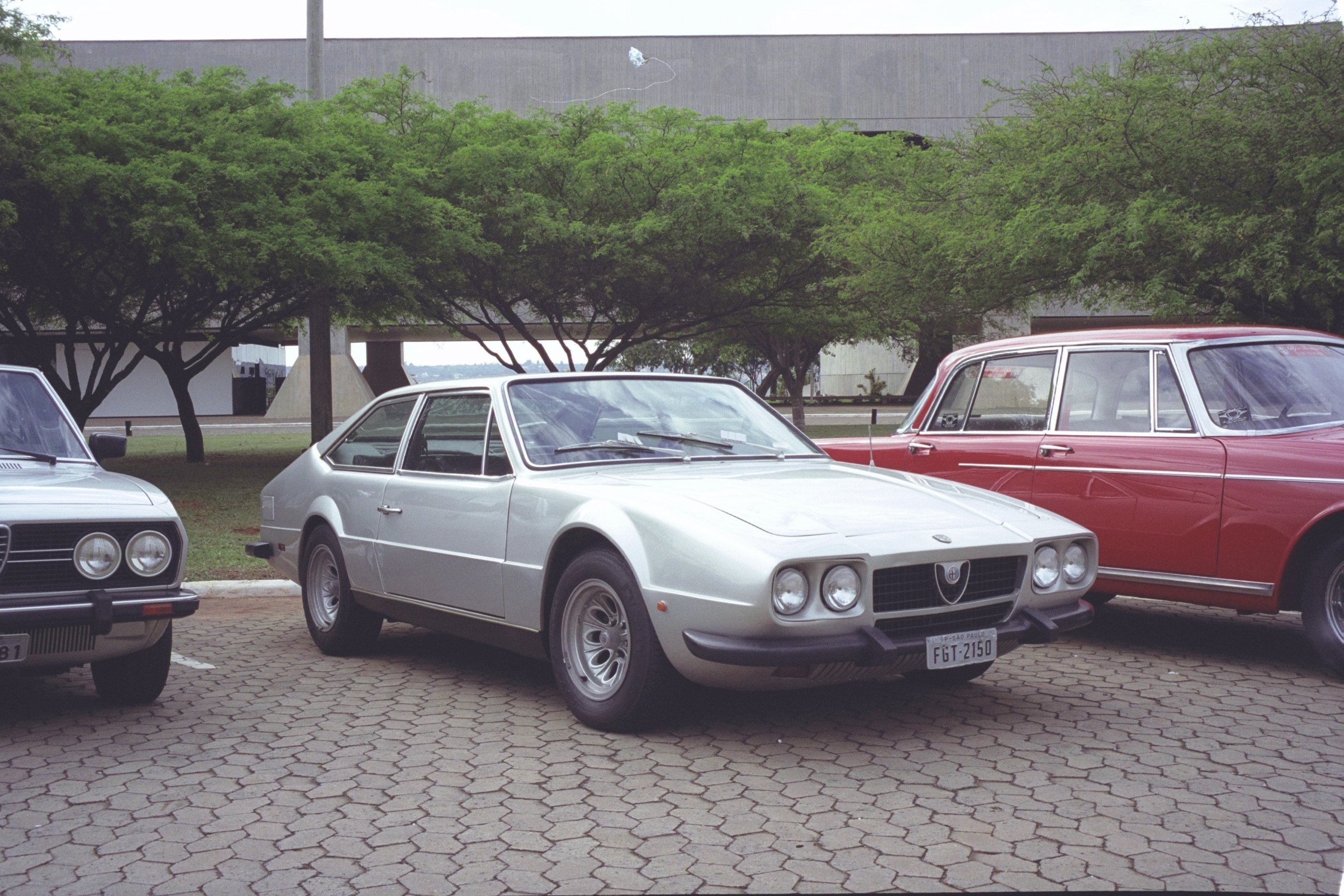
Fúria GT

Fúria Auto Esporte Ltda. war ein brasilianischer Hersteller von Automobilen.

## Unternehmensgeschichte
Ottorino Toni Bianco gründete 1970 mit Camionauto aus São Paulo als Partner das Unternehmen. Er stellte Rennwagen mit dem Markennamen Fúria her. Außerdem fertigte er ein Straßenfahrzeug. 1974 endete die Produktion.
Danach gründete er Toni Bianco Competições, später umbenannt in Tarpan Indústria e Comércio de Fiberglass.

## Fahrzeuge
Zunächst entstanden sechs Rennwagen. Sie hatten einen Rohrrahmen, der nur 42 kg wog. Die Karosserien aus glasfaserverstärktem Kunststoff (GfK) waren als Coupé mit Flügeltüren ausgelegt. Verschiedene Motoren trieben die Fahrzeuge an. Zunächst war es ein Motor von FNM mit 2150 cm³ Hubraum und 101 kW (138 PS) Leistung. Darüber hinaus sind ein Vierzylindermotor von Chevrolet mit 2500 cm³ Hubraum und 125 kW (170 PS) Leistung, ein Ferrari-Motor mit 3000 cm³ Hubraum, ein BMW-Motor, ein V8-Motor von Dodge und ein V12-Motor von Lamborghini überliefert.
Die Fahrzeuge erzielten fünfte Plätze beim 1000-Kilometer-Rennen in Brasília 1970 und Mil Milhas Brasileiras 1971.
Das einzige Straßenmodell war das Coupé mit 2 + 2 Sitzen Fúria GT. Bianco fertigte das Fahrzeug 1971 in Zusammenarbeit mit FNM. Die gekürzte Plattform des FNM 2150 bildete die Basis. Dessen Motor leistete mit Hilfe eines Doppelvergasers 90 kW (130 PS). Die Karosserie bestand beim Prototyp aus Stahl, während GfK für Serienmodelle geplant war. 1972 wurde das Fahrzeug auf einer Automobilausstellung präsentiert. Pläne für eine Serienproduktion von zwölf Fahrzeugen monatlich wurden nicht umgesetzt.
Das Fahrzeug existiert noch und trägt das brasilianische Kennzeichen FGT-2150 des Bundesstaates São Paulo.